# Lîmanske, Skadovsk
Lîmanske (în ucraineană Лиманське) este un sat în comuna Volodîmîrivka din raionul Skadovsk, regiunea Herson, Ucraina.

## Demografie
Componența lingvistică a localității Lîmanske
     Ucraineană (90,51%)
     Rusă (4,75%)
     Belarusă (2,03%)
     Alte limbi (0,34%)
Conform recensământului din 2001, majoritatea populației localității Lîmanske era vorbitoare de ucraineană (90,51%), existând în minoritate și vorbitori de rusă (4,75%), armeană (2,37%) și belarusă (2,03%).